# けいおん! 放課後ライブ!!
『けいおん! 放課後ライブ!!』（けいおん! ほうかごライブ!!、K-ON! HO-KAGO LIVE!!）は、かきふらいの漫画およびアニメ『けいおん!』を題材にしたコンピュータゲーム。セガから2010年9月30日に発売された音楽ゲーム。

## 概要
高校の軽音楽部「放課後ティータイム」に所属する5人の女子高校生の日常を描き、アニメ化もされた人気作品『けいおん!』を題材にした初のコンピュータゲーム作品。ゲームジャンルはリズムアクションで「Cagayake!GIRLS」、「Don't say "lazy"」、「ふわふわ時間」、「わたしの恋はホッチキス」、「Dear My keys 〜鍵盤の魔法〜」などアニメ版『けいおん!』第1期の主題歌、挿入歌、イメージソングから19曲の楽曲が収録されている（アニメ第2期『けいおん!!』の曲は未収録）。演奏パートは平沢唯（リードギター）、秋山澪（ベース）、田井中律（ドラム）、琴吹紬（キーボード）、中野梓（リズムギター）の5人から選択可能で、同じ曲でも選択するキャラによって担当楽器に合わせた譜面となるために譜面が異なるのが特徴。PSPのアドホック通信モードに対応しており、最大5人での通信協力セッションが可能。
演奏後にはさまざまなアイテムが入手できる。制服の他にジャージ、私服、メイド服、水着、着ぐるみなど、さまざまな衣装が用意されており、「きせかえ」することが可能。ゴシック衣装やふわふわ時間のPVの衣装は、原作・アニメでは梓は未登場だったため着ることがなかったが、本作では京都アニメーションによりデザインされた梓用の衣装が用意されている。
パッケージイラストはアニメ版のキャラクターデザインおよび総作画監督を務めた堀口悠紀子による描き下ろしで、制服を着て楽器を持ったメインキャラクターの5人が描かれている。
予約特典として各キャラクターの着せ替えステッカーと全員集合したステッカーの計6枚が封入された。
販売時期がアニメ第二期終了直後で、映画化の告知とタイミングを合わせたことからメディアミックス効果により発売初週でランキング2位、販売本数17万本と好調な実績を残した。なお、発売前週に発刊された週刊ファミ通のクロスレビューでは32点（4人のレビュアー全てが8点と評価）を獲得し、ゴールド殿堂入りを果たしている。
2011年12月22日にはPSP the Bestとして発売された。

## ゲームシステム

### えんそう!
3Dで描かれた放課後ティータイムのメンバーが演奏する中、画面上の音符型のボタンアイコンに、左から進んでくるタイミングバーが重なる瞬間に音符と同じボタンを押す。タイミングが合えば成功。連続して成功すればコンボになり、テンションが上がったり、プレミア演出を鑑賞できる。ただし、ミスし続けるとテンションが下がり、ゲームオーバーとなる。ゲームオーバーにならずに最後まで演奏できればクリアとなる。評価次第で、もらえるちびキャラ用プレゼントの種類が変わる。また、累積クリア回数（全体もしくは使用キャラクター個別）やプレイしたステージなどによってもプレゼント（※称号含む）がもらえる場合がある。
演奏中に食べ物系のアイテムを使用すると、一定時間音符の数を増減させたり、テンションが下がらなくなるなどの効果を得ることができる。
演奏できる曲は全19曲で、難易度はノーマルとハードの2種類から選べる。前述の通り、同じ曲でも選んだキャラクターによって担当楽器に合わせた譜面となるため、譜面が異なる。

### メニュー!
「えんそう!」や「つうしん!」などの各モードへはメニュー画面から選択する。この画面では二頭身にディフォルメされた「ちびキャラ」によって各モードの解説が行われたり、部員同士の掛け合いを鑑賞できる。「えんそう!」で獲得したプレゼントアイテムをちびキャラに渡すことで、コミュニケーションがとれたりイベントが発生したりする。イベントなどはフルボイスで再現される。
「えんそう!」で獲得したポスターや食器棚などのインテリアアイテムを設置することもできる。なお、このモードではスクリーンショットをjpg画像（高画質）としてメモリースティックに保存できる。

### つうしん!
アドホック通信を行うことにより、最大5人で協力プレイができる。基本ルールは一人プレイ用の「えんそう!」モードと同じだが、全員のテンションが下がりすぎるとゲームオーバーになる。
「つうしん!」モードのみのボーナスとして「Cagayake!モード」がある。「Cagayake!」モードになると大きなハートマークが表示され、この状態ではメンバー全員のコンボ数に応じてゲージが溜まってゆき、バンドボーナスが加算される。
アドホック・パーティーに対応しており、PlayStation 3を介することでインターネット経由で他の離れたユーザーとセッションすることが可能となっている。

### きせかえ!
「えんそう!」で入手したアイテムを使って、着せ替えやカスタマイズを行うことができる。ヘアスタイル、アクセサリー（頭、顔、腕、足）、コスチュームの変更を行える。このモードでは軽音部顧問のさわ子先生がナビゲートを行い、衣装によってさまざまなコメントをする。
きせかえは「えんそう!」「つうしん!」の各モードに反映される。

### とけい!
放課後ティータイムの5人に加え、平沢憂、真鍋和、山中さわ子が、決まった時間にセリフをしゃべる置き時計機能を備えている。また、プレイヤーの設定した誕生日や各キャラクターの誕生日などには特別なセリフをしゃべる。また、これらとは別にキャラクター個別のセリフが時刻読み催促用とあと一つの2種類用意されている。

### うたおう!
カラオケ機能が備わっている鑑賞モード。インストゥルメンタルで音楽が再生され、映像と歌詞がムービーとして表示される。また、ムービーを作成・編集することができ、背景やキャラクターの服装の変更、動作の設定、原作のイラストの表示、カメラアングルの変更などの演出を設定できる。

### あるばむ!
入手したコスチューム、アクセサリ、アイテム、称号、解禁した曲、閲覧した画像、ボイス、発生したイベントの一覧を閲覧することができるモード。隠し要素の解禁条件を見ることもできる。

## 登場人物

### 放課後ティータイム
平沢 唯（ひらさわ ゆい）
声 - 豊崎愛生
本作の主人公。どこか抜けているところが多い天然系。放課後ティータイムのリードギター担当。
このキャラクターを選んで「えんそう!」モードをプレイすると、○や×ボタンを中心に、同時押しや長押しがバランスよく配置された操作の譜面となる。
秋山 澪（あきやま みお）
声 - 日笠陽子
真面目で引っ込み思案な少女。ベース担当。
レフティ（左利き）であるためなのか、このキャラクターを選んで「えんそう!」モードをプレイすると、方向キーを中心とした操作となり、小刻みな入力が求められる譜面となる。
田井中 律（たいなか りつ）
声 - 佐藤聡美
カチューシャがトレードマークの軽音部の部長。おおざっぱな性格のドラム担当。
このキャラクターを選んで「えんそう!」モードをプレイすると、基本的に音の長さを変えることができないドラムという特性に合わせて長押しは設けられておらず、リズムパートを基準とした譜面となる。
琴吹 紬（ことぶき つむぎ）
声 - 寿美菜子
おっとりした性格のお嬢様。幼いころからピアノを習っており、キーボードを担当する。
このキャラクターを選んで「えんそう!」モードをプレイすると、長押し・同時押しを多用する操作の譜面となる。
中野 梓（なかの あずさ）
声 - 竹達彩奈
唯たちの一年下の後輩。リズムギターを担当する。
このキャラクターを選んで「えんそう!」モードをプレイすると、左手（方向キー）でコードを押さえつつ、□ボタンを中心としたボタン操作の譜面となる。なお、ちびキャラ画面でプレゼントアイテムのネコミミ（付きのカチューシャ）を着用できるのは彼女だけである。

### その他の登場人物
山中 さわ子（やまなか さわこ）
声 - 真田アサミ
軽音部の顧問の女性教師。コスチュームを作っては部員たちにプレゼントする。
平沢 憂（ひらさわ うい）
声 - 米澤円
唯の一年下の妹。しっかりした性格で周囲からも良くできた妹だと評される。
真鍋 和（まなべ のどか）
声 - 藤東知夏
唯の幼稚園からの幼馴染。ショートヘアで赤いアンダーリムの眼鏡をかけている。真面目な性格で生徒会に所属している。

## 収録曲
音楽は『けいおん!』のCD発売元のポニーキャニオンが全面協力しており、19曲のボーカル曲が収録されている。BGMもアニメに使用されたものが使用されている。
2013年3月20日に発売された『K-ON! MUSIC HISTORY'S BOX』のディスク12、1～23トラックに本ゲーム用のリミックス音源全19曲(レッツゴー各ソロバージョン含む23種)が初収録された。
| 演奏可能曲                  | 演奏可能曲 | 演奏可能曲 | 演奏可能曲         |
| 曲名                        | 作詞       | 作曲       | サウンドプログラム |
| --------------------------- | ---------- | ---------- | ------------------ |
| わたしの恋はホッチキス      | 稲葉エミ   | 藤末樹     | 百石元             |
| Humming Bird                | 大森祥子   | 岡ナオキ   | 小森茂生           |
| Sunday Siesta               | 大森祥子   | 百石元     | 百石元             |
| Hello little Girl           | 大森祥子   | 芹沢和則   | 小森茂生           |
| ふわふわ時間                | 秋山澪     | 前澤寛之   | 前澤寛之           |
| Dear My Keys 〜鍵盤の魔法〜 | 大森祥子   | 小森茂生   | 小森茂生           |
| じゃじゃ馬Way To Go         | 大森祥子   | Tom-H@ck   | Tom-H@ck           |
| Sweet Bitter Beauty Song    | 大森祥子   | 田村信二   | 小森茂生           |
| ふでペン 〜ボールペン〜     | 稲葉エミ   | 川口進     | 川口進             |
| 『レッツゴー』              | KANATA     | Tom-H@ck   | Tom-H@ck           |
| カレーのちライス            | 稲葉エミ   | 前澤寛之   | 前澤寛之           |
| 目指せハッピー100%↑↑↑       | 大森祥子   | 百石元     | 百石元             |
| 私は私の道を行く            | 大森祥子   | Tom-H@ck   | Tom-H@ck           |
| ギー太に首ったけ            | 大森祥子   | Tom-H@ck   | Tom-H@ck           |
| Happy!? Sorry!!             | 大森祥子   | 田村信二   | 小森茂生           |
| Heart Goes Boom             | 大森祥子   | 前澤寛之   | 前澤寛之           |
| Girly Storm 疾走 Stick      | 大森祥子   | Tom-H@ck   | Tom-H@ck           |
| Cagayake!GIRLS              | 大森祥子   | Tom-H@ck   | Tom-H@ck           |
| Don't say "lazy"            | 大森祥子   | 前澤寛之   | 小森茂生           |

BGM
*はサウンドトラックに収録。無印は書き下ろし曲。
- Have some tea?*
- 軽い冗談*
- あの日の夢*
- うっかり君の為に*
- のんびりさんの昼下がり
- キラキラブルー
- 遅刻しそうな朝の切り札!
- ホイップ・ホイップ・ホイップ
- We Are MUSIC!!
- わすれんぼうのゆううつ
- みずたまシフォン
- clapperboard
- Happy Dreamin' Train
- A monochrome diary
- コーヒーお砂糖3つ
- けん玉くん*
- After School Girls Talk

## アイテム
食べ物系のアイテムは「えんそう!」モード使用すると一定時間特別な効果がある。
- たいやき - 使用するボタンが減少する。
- ケーキ - 使用するボタンが増加する。難易度が上昇する代わりにうまく演奏できればスコアが上昇する。
- 駄菓子 - 巨大なえびせん。ボタンを押さなくても自動的に演奏される。
- ショコラ - BADでもコンボが継続する。
- タルト - SP演出が必ず出現する。
- クッキー - 判定がシビアになる代わりに獲得できるスコアが上昇する。
- アイス - 一定時間、BAD以下の評価を無効化する。
- いちご牛乳 - どのボタンを押しても良くなる。
- 秘伝の楽譜 - ケーキの効果が最後まで続く。

## スタッフ
- プロデューサー：都築靖之
- ディレクター：高田暁子

## その他
テレビCMソングは、15秒版には「ふわふわ時間」の「放課後ティータイム」収録の唯がボーカルを執ったバージョンが使われ、30秒版には「Cagayake!GIRLS」が使われている。他に「レッツゴー」や「Don't say "lazy"」などの曲がPVに使用されている。
セガがYouTubeにアップロードした紹介動画がTBSテレビに権利者削除される手違いが発生していた。その後は通常通り見ることができるようになった。

## けいおん! 放課後ライブ!! HD Ver.
2012年6月21日には、PSPリマスターシリーズのPlayStation 3用ソフトとして、『けいおん! 放課後ライブ!! HD Ver.』が発売された。。グラフィック解像度のハイデフ化が行われているほか、3Dテレビにも対応している。セーブデータはPSP版と互換性がある。
封入特典として、「ICカードステッカーセット（6枚セット）」が封入される。。